# Thottea sivarajanii
Thottea sivarajanii är en piprankeväxtart som beskrevs av E.S.S.Kumar, A.E.S.Khan & Binu. Thottea sivarajanii ingår i släktet Thottea och familjen piprankeväxter. Inga underarter finns listade i Catalogue of Life.